# リリ文庫
リリ文庫（LiLiK文庫、リリぶんこ）とは、ブライト出版から発行されるボーイズラブ系小説の文庫レーベル。以前は大誠社から発行されていた。

## 概要
誠晃印刷グループの大誠社より2010年4月に創刊された。2016年5月からは関連会社のブライト出版からの発売となった。
休刊したラキアノベルズ（出版社：ハイランド）で過去に刊行された作品を、書き下ろしを加えてイラスト変更なく復刊したりもした。
2017年9月を最後に新刊なし。予定されていた「空あやつる白虎と愛々傘　～異世界時々もふもふ日和～」（榛名悠/minato.Bob）の刊行が取りやめになった。

## リリ文庫の作品一覧

### あ行
- 愛してるなら、抱かせてくれるよね?（今井真椎/上田にく）2015年3月
- 愛だけをうつす瞳（芹生はるか/みずかねりょう）2011年12月
- 愛で繋がれ痛みに溺れ（由和/皇ソラ）2011年3月
- 愛は裏切らない（オハル/宝井さき）2011年5月
- I bee 〜愛の夢を見る（五百香ノエル/MAMI）2010年5月
- あなたとパンと恋の話（桂生青依/一夜人見）2012年5月
- あまい愛をあなたが（しみず水都/乃一ミクロ）2011年1月
- うさぎの嫁をもらいまして（榛名悠/すがはら竜）2015年1月
- うつくしき月（弓月あや/蓮川愛）2012年6月
- 永劫の束縛（井上ハルヲ/笠井あゆみ）2017年4月
- エスケープコード（芹生はるか/一夜人見）2010年12月
- 溺れる体温（菱沢九月/北沢きょう）2011年10月

### か行
- 海上の絶対君主シリーズ
  - 海上の絶対君主 -支配者の弱点-（chi-co/周防佑未）2016年5月
  - 海上の絶対君主 -既往の罪と罰-（chi-co/周防佑未）2016年7月
  - 海上の絶対君主 -顔のない医師-（chi-co/周防佑未）2017年9月
- カグツチ閨唄（西野花/汞りょう）2011年9月
- 火曜日はもう待たない（火崎勇/yoco）2015年9月
- 可愛い彼は付喪神さま（chi-co/すがはら竜）2017年5月
- きみは可愛い王子様 若旦那の恋のお作法（花川戸菖蒲/一夜人見）2014年7月
- 軍服の麗人（橘かおる/宝井さき）2015年5月
- 月下の盟約 〜軍華繚乱〜（西野花/汞りょう）2011年4月
- 恋色アシンメトリー（宇宮有芽/くしながひろむ）2010年5月

### さ行
- 残心 中白の恋（丸木文華/嵩梨ナオト）2014年11月
- 灼熱の引力（藍生有/明神翼）2012年9月
- 純愛淫堕（バーバラ片桐/小路龍流）2011年12月
- 娼婦サギリ（西野花/タカツキノボル）2013年5月
- ショコラティエの恋の味（藍生有/笠井あゆみ）2013年5月
- SWEET SWEET HOME（桂生青依/木下けい子）2011年2月
- ずっと、愛してた嘘（花川戸菖蒲/皇ソラ）2011年7月
- ずっと甘い腕の中〜 迷い猫の憂鬱〜（宇宮有芽/汞りょう）2010年10月
- 信じてる愛してるそう言いきれるシリーズ
  - 信じてる愛してるそう言いきれる（芹生はるか/兼守美行）2010年4月
  - 切ない忘れたいでも愛してる（芹生はるか/兼守美行）2010年7月
- それが恋とは知らないで（榛名悠/すがはら竜）2016年1月
- それは、やさしい思い出（松幸かほ/Ciel）2015年11月

### た行
- 大黒様の華麗なる事件簿（鹿能リコ/北沢きょう）2011年8月
- 蝶々の爪痕（西野花/香坂あきほ）2011年6月
- ちるはな、さくはな（五百香ノエル/緒田涼歌）2011年5月
- つめたくて甘い支配（弓月あや/河井珠蘭）2010年4月
- テミスの天秤 〜とある弁護士の憂い〜（オハル/みずかねりょう）2012年11月
- 天狗様の初恋おしながき（榛名悠/アオイ冬子）2016年3月
- DOG DAYS 〜野獣な恋人〜（chi-co/明神翼）2013年7月
- とめてとまらぬ恋の道（chi-co/北沢きょう）2012年7月

### な行
- 贄は淫花を孕む（矢城米花/石田要）2015年7月
- 眠れぬ夜に溺れて（夜月ジン/鈴倉温）2011年2月

### は行
- Happy Life（桂生青依/木下けい子）2013年1月
- 花顔の人形に恋を知る（生方凛/香坂あきほ）2010年12月
- 花冠の誓約 〜姫君の輿入れ〜（秋山みち花/みずかねりょう）（2013年11月）
- 花街エロティカシリーズ
  - 柔肌に乱れ桜 -花街エロティカ-（西野花/Ciel）2014年9月
  - 淡雪に花の褥 -花街エロティカ-（西野花/Ciel）2016年11月
- 白虎艶夜 〜偽りの忠愛〜（矢城米花/斉藤雪広）2014年3月
- 不器用な恋のルセット（杉原那魅/香坂あきほ）2012年1月
- 不埒な恋のゆくえ（宇宮有芽/香坂あきほ）2011年8月
- 弁護士シリーズ
  - 弁護士は不埒に甘く（杉原那魅/汞りょう）2010年6月
  - 弁護士は一途に脆く（杉原那魅/汞りょう）2010年11月
  - 弁護士はひそかに蜜愛（杉原那魅/汞りょう）2011年6月
- ホン書き旅館で恋をしよう（如月静/宝井さき）2013年9月

### ま行
- 真夜中クロニクル（凪良ゆう/小山田あみ）2011年4月
- ミスター☆リトル☆ボーイ（chi-co/木下けい子）2014年1月
- 蜜のしたたる王国で -愛の標-（しみず水都/東野海）2011年11月

### や行
- 闇に煌めく花（芹生はるか/緒田涼歌）2011年8月
- 闇夜の情動（宇宮有芽/香坂あきほ）2011年5月
- 指先にジェラシー（一ノ瀬智/香坂あきほ）2011年10月
- 欲望ラブ・アフェア（藍生有/宝井さき）2012年5月

### ら行
- Love Eater（桂生青依/北沢きょう）2013年3月
- Lovely step（桂生青依/明神翼）2011年10月
- 竜の棲み処シリーズ
  - 竜の棲み処（宵/一夜人見）2016年10月
  - 竜の棲み処 君に至る道しるべ（宵/一夜人見）2017年7月
- 虜囚愛人（しみず水都/日吉丸晃）2010年6月
- ルドルフの数シリーズ
  - ルドルフの数（七地寧/蓮川愛）2010年7月
  - インテグラ（七地寧/蓮川愛）2010年8月
  - プライムナンバー（七地寧/蓮川愛）2010年9月
  - インテグラβ（七地寧/蓮川愛）2010年11月
  - タンジェント（七地寧/蓮川愛）2011年2月
  - Pink Piggy（七地寧/蓮川愛）2011年4月
  - プライムナンバー 2（七地寧/蓮川愛）2011年9月
  - 恐竜とハツカネズミ（七地寧/蓮川愛）2012年11月
- 劣情宅配便（井上ハルヲ/みずかねりょう）2014年5月